# Apeadeiro de Aldão-São Torcato
O apeadeiro de Aldão - São Torcato (também indicado como de Aldão-São Torcato) foi uma gare da Linha de Guimarães, que servia as freguesias de Aldão e São Torcato, no concelho de Guimarães, em Portugal.

## Descrição

### Localização e acessos
Esta interface situava-se no extremo nordeste da malha urbana atual de Guimarães, a menos de 9 km da respetiva estação, pela via férrea, e perto do ponto onde confinam as freguesias de Azurém, Aldão, e Mesão Frio, localizando-se no território desta última freguesia; este local dista cerca de quilómetro e meio do centro de Aldão, e mais de três do santuário de São Torcato — locais que nominalmente servia.

### Infraestrutura
A plataforma situava-se do lado noroeste da via (lado direito do sentido ascendente, para Fafe).

### Serviços
Em 1984, este apeadeiro era utilizado por serviços regionais entre Guimarães e Fafe, operados pela empresa Caminhos de Ferro Portugueses.

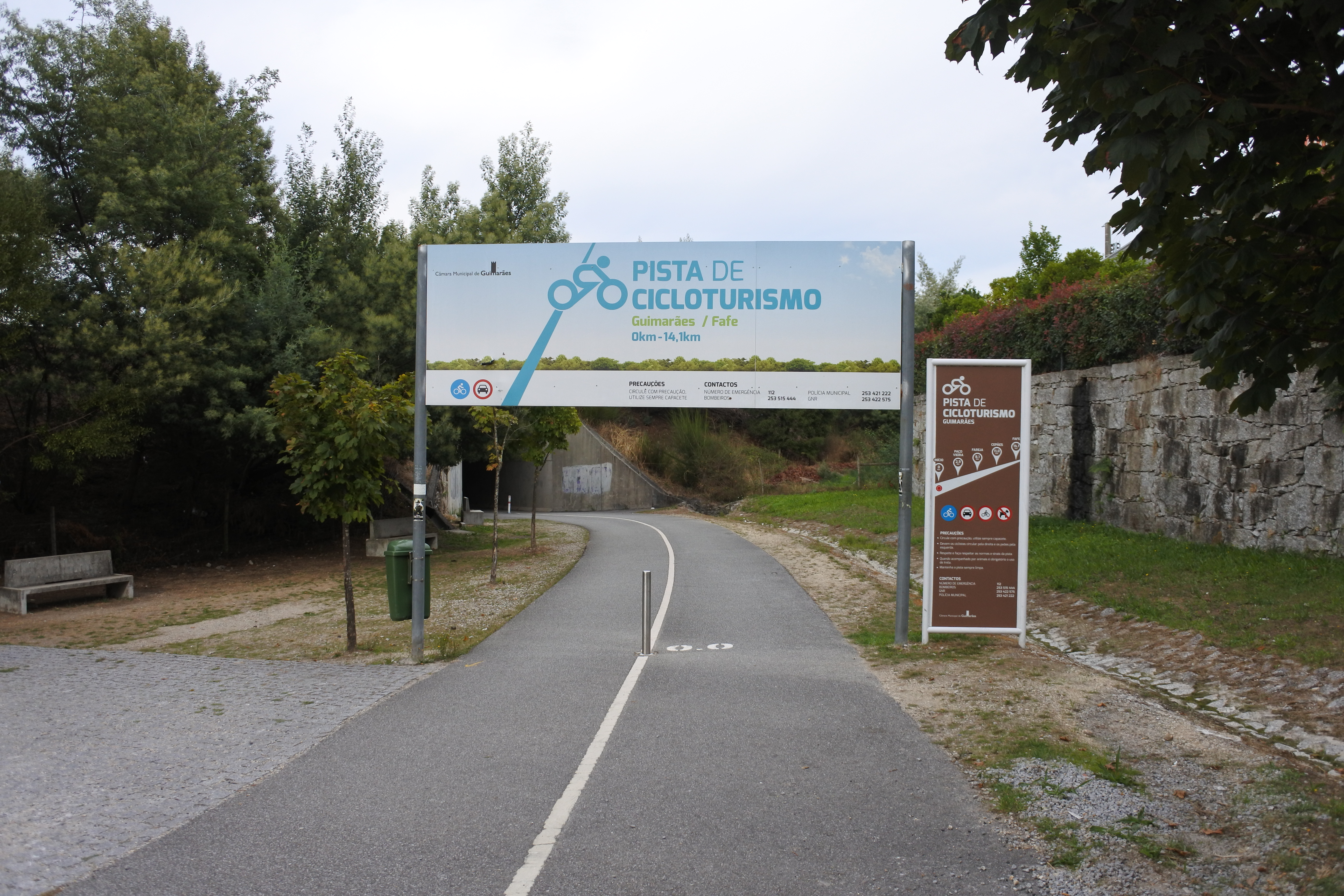
Incício da Ecopista de Guimarães: o local do extinto apeadeiro situa-se no lado oposto do viaduto rodoviário em segundo plano.

## História
Este apeadeiro fazia parte do lanço entre Guimarães e Fafe, que entrou ao serviço em 21 de Julho de 1907. Porém, não fazia parte inicialmente da linha, tendo a Gazeta dos Caminhos de Ferro de 16 de Abril de 1932 noticiado que a Companhia dos Caminhos de Ferro do Norte de Portugal estava a ser planear a construção de um apeadeiro no Lugar de Monte Largo, com o nome de Aldão. Porém, a Comissão de Iniciativa de Turismo de Guimarães discordou deste nome e propôs que a nova interface fosse denominada de São Torcato, mas este pedido não pôde ser atendido por existir já uma estação com este nome.

Em 1986, foi suspenso o tráfego no lanço entre Guimarães e Fafe.